# Marienbad (chanson)
Pour les articles homonymes, voir Marienbad (homonymie).
Pistes de La Louve
Chanson pour une absente (le 6 novembre)
(5) La Louve
(7)
Marienbad est une chanson écrite en 1973 par Barbara. Elle figure sur l'album La Louve. Les paroles sont de François Wertheimer et la musique de Barbara.

## Origine du titre
Le nom de la chanson vient de la ville de Marienbad en Tchéquie.